# 吉田 大剛/sandbox
ブロード・インキャストとは、ソーシャル・メディアおよびソーシャル・ネットワーク・サービス(SNS)である。登録したユーザーは主に「コミュニティユーザー」と定義される。通称「インキャスト」。メールアドレス・パスワード・性別・生年月日の登録が必要である。

## 概要
ブロードインキャストの「ブロード」は「広く」インキャストは「内向的」を意味する。インキャストとは、主にネットワーク用語で、分散処理している複数のサーバーの送受信におけるシステムエラーを意味する。ユーザーは投稿時、フォローしているユーザー(コミュニティ)を選択肢紐づけて投稿することでユーザーページ内の「コミュニティ」に紐付けられた投稿が表示される。またブロードインキャストは、DAOの一種で、ユーザーはタイトル・説明文・タグを設定する必要がある。

## 外部
ブロードインキャスト - https://broadincast.com